# Katsutoshi Domori
Katsutoshi Domori (堂森 勝利 Domori Katsutoshi?), född 29 juni 1976 i Osaka prefektur, är en japansk före detta fotbollsspelare.
Domori började sin karriär 1995 i Cerezo Osaka. 2000 flyttade han till Albirex Niigata. Efter Albirex Niigata spelade han för Jatco och Sagawa Express Osaka. Han avslutade karriären 2005.